# Емма Фрост
Емма Ґрейс Фрост (англ. Emma Grace Frost) — персонажка американських коміксів видавництва Marvel Comics. Створена письменником Крісом Клермонтом і художником / співавтором сценарію Джоном Бірном, персонажка вперше з'явилася в коміксі «Люди Ікс. Надприродне» (The Uncanny X-Men) № 129 (січень 1980). Вона належить до людей-мутантів, наділених надлюдськими здібностями. Її мутація надає їй телепатичні здібності високого рівня та здатність трансформувати своє тіло в органічний діамант. Емма Фрост еволюціонувала від суперлиходійки та ворога Людей Ікс до супергероїні та однієї з головних членів і лідерок команди. Персонажка також відома як Біла Королева Клубу Пекельного полум'я.
Емма Фрост була описана як одна з найвидатніших і найсильніших героїнь Marvel, її називають фатальною жінкою.
Після дебюту в коміксах Емма Фрост також фігурувала в інших продуктах, ліцензованих Marvel, включаючи відеоігри, анімаційні телевізійні серіали та товари, такі як колекційні картки. У пілотному телесеріалі «Покоління X» її зіграла Фінола Г'юз. Згодом вона була екранною героїнею у фільмах «Люди Ікс: Росомаха», де її зіграла Тахіна Тоцці, і «Люди Ікс: Перший клас», де її зіграла Дженьюарі Джонс.

## Розвиток

### Концепція та створення
Після перегляду епізоду «Дотик диявола» з телешоу «Месники» Кріс Клермонт отримав натхнення створити клуб Hellfire. Шпигунський дует Джона Стіда та Емми Піл проникає у злочинне та гедоністичне підпільне товариство. Емма Фрост була особливо натхненна персонажкою Емми Піл, яку зіграла акторка Діана Рігг. У цьому епізоді Рігг одягає провокаційний корсет, нашийник, чоботи і стає «королевою гріха», що і було втілено в дизайні Фрост.

### Історія видання

#### 1980-ті роки
Емма Фрост дебютувала в сюжетній лінії Саги про Темного Фенікса в «Люди Ікс. Надприродне» (The Uncanny X-Men) № 129 (січень 1980), створеної письменником Крісом Клермонтом і художником-співавтором Джоном Бірном. Пізніше вона з'явилася в серії «Нові мутанти» 1983 року. Також вона з'явилася в мінісеріалі «Вогняна зірка» 1986 року, створеному Томом ДеФалко, Мері Вілшир і Стівом Лейлохою.

#### 1990-ті роки
Емма Фрост з'явилася в серії «Покоління X» Скотта Лобделла, Кріса Бачало та Марка Бекінгема 1994 року.

#### 2000-ті роки
Емма Фрост з'явилася в серії «Нові Люди Ікс» 2001 року, створеної Грантом Моррісоном. Використати Фрост як персонажку запропонував Моррісону один із фанатів на їхньому сайті. Хоча Моррісон спочатку не планував використовувати її, смерть персонажа Колоса залишила Моррісону можливість. Вони створили вторинну мутацію Емми — надміцну діамантову форму — як заміну силам Колоса і додали її до акторського складу. У серії вона стає провідною членкинею Людей Ікс і зав'язує романтичні стосунки з Циклопом, які тривають у багатьох пізніших історіях. Серія Моррісона також представляє Степфордських зозуль, її дочок-клонів.
Пізніше вона з'явилася в серії коміксів «Емма Фрост» 2003 року — її першій сольній серії коміксів — Карла Боллерса. Також вона з'явилася у серії коміксів «Вражаючі Люди Ікс» Джосса Ведона та Джона Кессадея. Вона фігурує в серії «Люди Ікс: Смертельний генезис» Еда Брубейкера 2006 року та в «Людях Ікс: Початок: Емма Фрост» у 2010 році, її першому окремому коміксі.

#### 2020-ті роки
Емма Фрост з'явилася в односерійному коміксі «Люди Ікс: Джин Грей та Емма Фрост» 2020 року, її другому самостійному коміксі Джонатана Гікмана та Рассела Даутермана. Вона з'явилася в серіалі «Люди Ікс» 2021 року. Вона з'явилася в серіалі Way of X 2021 року. Вона з'являється в серії Sins of Sinister 2023 року. Вона з'явилася в серії «Непереможна залізна людина» 2023 року.

## Життєпис

### Раннє життя
Емма Фрост народилася в місті Бостон, що в штаті Массачусетс, у родині багатих Вінстона та Гейзел Фрост. Вона третя з чотирьох дітей: її брати і сестри — Крістіан, Адрієнн і Корделія. Батько був холодним, безжальним і владним, часто встановлюючи нездійсненно високі стандарти, тоді як мати зловживала рецептурними ліками, щоб впоратися з домашнім насильством. Емма не мала емоційної підтримки ні від батьків, ні від сестер, але ладнала з братом Крістіаном.
У школі над Фрост безжально знущалися однолітки, але вона знайшла підтримку у свого вчителя Яна Кендалла. Коли проявилися її телепатичні здібності, Фрост змогла читати думки інших і отримувати інформацію. Фрост стала репетиторкою для інших учнів, і Ян порекомендував їй стати вчителькою, на що батько Фрост відповів відмовою. Одного разу по дорозі зі школи машина Фрост зламалася, і Ян підвіз її додому. Прочитавши його думки і дізнавшись, що він вважає її красивою і розумною, Фрост поцілувала його. Її сестра Адрієнна записала це на відео, а батько використав докази, щоб звільнити Яна. Фрост почала давати відсіч, шантажуючи батька. Заінтригований її діями, батько запропонував їй сімейний статок, але Фрост відхилила його пропозицію і вирішила прокласти власний шлях у житті.
Після періоду бездомності Фрост зустріла і закохалася в молодого чоловіка на ім'я Трой, який дозволив їй жити з ним. Вона дізналася, що він винен велику суму грошей місцевому бандиту на ім'я Люсьєн. Щоб врятувати життя Троя, Фрост погодилася взяти участь у фіктивній схемі викрадення, намагаючись вимагати решту боргу Троя у її батька. Однак незабаром це перетворилося на справжнє викрадення, і коли Трой відважно намагався врятувати Фрост від розлюченого Люсьєна, його було вбито. Використовуючи свої здібності, Фрост налаштувала бандитів один проти одного всередині ілюзії, спричинивши уявну перестрілку, а панікуючий, нібито останній вцілілий, втік, щоб звільнити її. Після втечі Емма анонімно зателефонувала до поліції, й усі вони були взяті під варту, не пам'ятаючи про неї.
Фрост взяла гроші за викуп і вступила до університету Емпайр-Стейт. Там вона вперше дізналася про мутантів і зустріла колегу-телепатку Астрід Блум, яка стала її подругою і наставницею. Пізніше Фрост дізналася, що Астрід таємно маніпулювала подіями. Розлючена, вона атакувала Астрід телепатично і залишила її в комі. Пізніше Фрост запросили до Клубу Пекельного полум'я, підпільного елітарного товариства. Фрост розкрила плани Едварда Бакмана та Стівена Ленга знищити всіх мутантів. Разом із Себастьяном Шоу, Лурдес Шантель і Гаррі Ліландом Фрост боролася з вартовими Ленга. Фрост убила Бакмана і Раду Обраних, а потім — разом з Шоу — взяла під контроль Клуб Пекельного полум'я і стала Лордом Кардиналом Внутрішнього Кола Клубу Пекельного полум'я.

### Біла Королева Клубу Пекельного полум'я
Як Біла Королева Клубу Пекельного полум'я, Фрост мала багато титулів, один з яких — голова правління і генеральна директорка Frost International, яка допомагала фінансувати діяльність Лордів Кардиналів. Фрост також стала головою опікунської ради і директоркою Массачусетської академії, школи для мутантів, яка слугувала контрапунктом до Школи для обдарованої молоді професора Чарльза Ксав'єра. Пізніше Фрост і агенти клубу спробували завербувати Кітті Прайд до Массачусетської академії та захопили (і Фрост особисто закатувала) кількох членів Людей Ікс, включаючи Шторма, Колоса, Росомаху та Фенікс. Фрост втягнула Фенікс у психічну битву, в якій вона була переможена та була на межі смерті. В останню хвилину Фрост здійснила атаку, яка змусила Людей Ікс повірити, що вона покінчила життя самогубством, хоча насправді вона була в комі та оговтувалася від нападу Фенікс під наглядом Шоу. В іншій зустрічі з Клубом Пекельного полум'я Фрост телепатично змусила батьків Прайда перевестися зі школи Ксав'єра в Массачусетську академію. Потім вона помінялася розумом зі Шторм, щоб перемогти Людей Ікс з їхніх власних рядів. Однак незабаром процес був скасований, і обидві були повернуті до своїх тіл. Пізніше вона була тимчасово введена в кому Розумником.

### Геліони
Під час роботи в Клубі Пекельного полум'я Фрост продовжувала керувати Массачусетською академією та була наставницею команди мутантів, відомої як геліони. Фрост намагалася залучити до своєї справи кількох талановитих осіб: Файрстар, Дуга Ремсі та Прайда, що призвело до сварок. Разом із геліонами Фрост кілька разів стикалася з командою суперників геліонів, новими мутантами Ксав'єра. Коли пізніше нові мутанти були вбиті і воскрешені Потойбіччям, вони залишилися травмованими і замкнутими. Фрост запропонувала свою допомогу в телепатичному відновленні їхніх колишніх станів. Потім вона змусила їхнього директора Магнето дозволити їм вступити до Массачусетської академії. Разом із Шоу та Селен Фрост запросила Магнето приєднатися до Клубу Пекельного полум'я. Разом із Клуб Пекельного полум'я Фрост боролася із силами Вищого Еволюціонера, щоб врятувати Магму, допомагала Магнето шукати нових мутантів, коли вони зникли безвісти, зіткнулася з наслідками Пекла та зрештою уклала союз із Селеною та Магнето, щоб витіснити Шоу з найближчого кола.

### Втрата геліонів
Коли мутант-мандрівник у часі Тревор Фіцрой нацькував вартових, що полювали на мутантів, Фрост та її геліонів, Фрост впала у психічну кому, щоб пережити це випробування. Однак її учням так не пощастило, і вони були вбиті Фіцроєм, щоб підживлювати свої часові портали. Пізніше Фрост прокинулася в Академії Ксав'є. Дезорієнтована, вона передумала з Людиною-кригою і, відмовившись повірити Людям Ікс, коли вони сказали їй, що геліони мертві, втекла. Коли вона дізналася, що її студенти справді мертві, то була охоплена горем і почуттям провини і на короткий час стала суїцидальною. Професор Ксав'єр втішив Фрост і зміг вмовити її повернутися.

### Покоління X
Пізніше Фрост об'єдналася з Людьми Ікс, щоб перемогти Фалангу, і під час цього врятувала обрану групу підлітків-мутантів, які стали командою супергероїв, відомою як «Покоління Ікс», для якої Фрост і Банші стали наставницями у знову відкритій Массачусетській академії. Після того, як бізнес-справи Фрост пішли погано, вона звернулася за допомогою до своєї сестри Адрієнни, яка працювала психологинею і жила окремо від неї. Адрієнна запропонувала фінансову допомогу, але таємно змовилася проти Фрост і заклала бомбу в школі, що призвело до загибелі Синч. Фрост вистежила та вбила Адрієнну, але після повернення до академії вона все більше віддалялася від своїх студентів, намагаючись приховати свій злочин. Коли студенти дізналися, що зробила Фрост, вони віддалилися від неї, і «Покоління Ікс» розпалося.

### Приєднання до Людей Ікс та керівництво ними
Щоб впоратися з емоційними наслідками вбивства сестри, Фрост вирушила на острів мутантів Геноша, де викладала в школі для мутантів, поки геноцидна атака вартових не вбила більшість мешканців острова. Фрост вижила завдяки раптовому прояву своєї вторинної мутації: здатності перетворювати себе на гнучку, майже невразливу, діамантоподібну субстанцію. Після порятунку Фрост приєдналася до Людей Ікс і отримала посаду викладачки в Інституті Ксав'єра. Вона була наставницею «степфордських зозуль», групи телепатичних п'ятірень, які швидко стали її улюбленими ученицями. Фрост і «зозулі» показали себе, коли допомогли боротися та перемогти Кассандру Нову. Будучи членкинею Людей Ікс, Фрост почала консультувати Циклопа з Джин Грей щодо сімейних проблем. У неї швидко виникли почуття до нього, але Циклоп спочатку відкидав її залицяння.
Оскільки Скотт Саммерс більше довіряв Еммі, між ними зав'язався екстрасенсорний зв'язок. Під час придушення бунту в школі загинула Софі зі «степфордських зозуль», а інші відкинули наставництво Фрост, звинувативши її в цій смерті. Вони спробували помститися, телепатично зв'язавшись з Джин Грей про екстрасенсорний зв'язок Фрост і Циклопа. Після бунту Жан застав Фрост і Саммерса в ліжку, коли вони подумки спали разом. У люті Жан вивільнив сили Фенікса, що знову розгорілися, і психічно принизив Фрост. Згодом Фрост було знайдено фізично розбитою у її діамантовій формі. Поки Бішоп і Сейдж розслідували злочин, Джин використовувала дедалі більші сили Фенікса, щоб зібрати тіло Фрост, визнавши, що Фрост щиро закохалася у Скотта. Скотт зіткнувся з Джин і зажадав, щоб вона прочитала його думки. Джин нарешті погодилася, але виявила, що Скотт і Емма ніколи не мали фізичного контакту, хоча Емма пропонувала його. Оговтавшись, Фрост змогла назвати ім'я вбивці: Есмі зі «степфордських зозуль», яка під керівництвом Ксорна змусила свого однокурсника Енджела Сальвадора застрелити Фрост діамантовою кулею, контролюючи його свідомість.
Скотт був спустошений смертю Джин і розглядав можливість знову покинути Людей Ікс. У сюжетній лінії «Це станеться завтра» було показано, що якби він це зробив, це призвело б до апокаліптичного альтернативного майбутнього. Щоб запобігти цьому, воскресла майбутня версія Джин використала свої сили Білого Фенікса Корони і телепатично проникла крізь час, щоб сказати Циклопу, що він може жити далі, заявивши, що все, що вона коли-небудь робила, було «смертю» для нього, і він заслуговує на шанс «жити». Скотт почав справжні стосунки з Еммою, вперше фізично поцілувавши її біля могили Джин. Нові стосунки між Еммою та Скоттом призвели до проблем між ними та рештою Людей Ікс, які вважали, що ця пара оскверняє пам'ять Джин. Фрост стала директоркою разом із Циклопом і радникцею нової команди геліонів. Вона розвинула антагоністичні стосунки з Прайдом та Рейчел Грей як колегами-вчителями. Перемир'я було досягнуто, коли Фрост запропонувала допомогти відточити телепатичні здібності Рейчел.

### Децимація
Після сюжетної лінії «Знищення» кількість учнів різко зменшилася, і Фрост без консультації з Циклопом вирішила повністю оновити роботу школи.

### Військова пісня Фенікс
У мінісерії коміксів «Люди Ікс: Фенікс — Пісня Війни» 2006 року було виявлено, що яйцеклітини Фрост були генетичними шаблонами, використаними для клонування тисяч ідентичних жінок-телепаток, п'ять з яких — «степфордські зозулі». Клоновані діти почали називати Фрост "матір'ю" — титул, який вона пізніше прийняла. Зрештою Фенікс (що жила у тілі Селести Зозулі) знищила тисячі додаткових клонів. Фрост переживала втрату своїх клонованих дітей і оголосила помсту Фенікс.

### Вражаючі Люди Ікс
У серії «Вражаючі Люди Ікс» спогад показав, що після знищення Геноші Фрост вижила завдяки тому, що Нова викликала її вторинну мутацію в межах її схеми проникнення до Людей Ікс як сплячої агентки. Змучена почуттям провини, Фрост створила психічні прояви нового Клубу Пекельного полум'я і почала знищувати Людей Ікс одного за одним, показуючи їм їхні найпотаємніші страхи. Пізніше з'ясувалося, що почуття провини Фрост, яка вижила, посилює Нова, яка помістила проблиск свого розуму у свідомість Фрост перед тим, як потрапила в пастку в тілі Речовини, і що Нова навіть обдурила Фрост, змусивши її думати, що вона була співучасницею знищення Геноші. Кітті з допомогою Циклопа, Зав'язки, Хісако Ічікі та самої Фрост врешті завадили Нові перенести свій розум у Хісако. Усіх присутніх раптово телепортували на корабель S.W.O.R.D., що прямував до Світу розриву. Дуга завершилася тим, що Кітті опинилася в пастці під кулею, що летіла до Землі, а команда намагалася знайти різні способи врятувати Землю і Кітті. Фрост підтримувала телепатичний контакт з Кітті, щоб заспокоїти її. Кітті пожертвувала собою, пропустивши кулю крізь Землю. Після цього Люди Ікс не були впевнені в долі Кітті, вважаючи, що вона або загинула, або, принаймні, перетворилася на частину кулі, що вилетіла. Фрост була спустошена.

### Громадянська війна
Під час сюжетної лінії 2006—2007 років «Громадянська війна» під час розмови із Залізною Людиною Фрост оголосила, що Інститут Ксав'єра та Люди Ікс не підтримають Закон про реєстрацію надлюдей і зберігатимуть нейтралітет, оскільки вона побоюється, що реєстрація мутантів поставить їх у ще більшу небезпеку.

### Комплекс Месії
Під час сюжетної лінії 2007—2008 років «Комплекс Месії» Фрост була частиною команди, що досліджувала виявлення нового мутанта на Алясці. Вона також захищала Людей Ікс від мародерів і телепатії Синістера та Екзоду. Востаннє Фрост бачили з командою Людей Ікс Циклопа, які шукали Кейбла, а потім вистежували мародерів із «зозулями». Пізніше, коли команда «X-Force» прибула до схованки мародерів, Фрост вийняла Гарпун. Під час фінальної битви на острові Муїр вона зіткнулася з Ексодусом, поставивши його в глухий кут у телепатичній дуелі, поки Пил не змогла проникнути в його тіло і прочистити його легені своєю піщаною формою, виводячи його з ладу.

### Ми стоїмо розділені
У сюжетній лінії 2008 року «Ми стоїмо розділені» Фрост і Скотт відпочивали в «Дикій землі», але незабаром залишили її, щоб відповісти на виклик лиха, надісланого Архангелом із Сан-Франциско. Подружжя врятувало Сан-Франциско від неконтрольованого мартініканця Джейсона. Після цього мер Сан-Франциско прийняв Людей Ікс з розпростертими обіймами як нову команду супергероїв, а Фрост і Циклоп розіслали телепатичне повідомлення всім мутантам по всьому світу, повідомивши, що Сан-Франциско вважається притулком для решти мутантів у світі.

### Явна доля
У сюжетній лінії «Явна доля» 2008—2009 років у районі затоки з'являється нова мутантська група, яка називає себе «Культ Пекельного полум'я» і скоює різні злочини на ґрунті ненависті до антимутантів. Їх очолює колишній учень Фрост, Емпат, а також таємнича рудоволоса домінантна телепатка, яка називає себе Червоною Королевою. Після того, як Емпат розповідає, як він жадав Фрост під час навчання в Массачусетській академії, домінатрікс приймає зовнішність Фрост. Розслідуючи базу культу Пекельного полум'я, Червона Королева спокушає Циклопа. Пізніше, на концерті Dazzler, Скотт дізнається, що Червона Королева — не хто інша, як Меделін Прайор.
Фрост також висловлює сумніви щодо того, чи заслуговує вона бути Людиною Ікс, але ветеран Людей Ікс Росомаха запевняє її, що вона заслужила своє місце в команді. Пізніше, коли Ксав'єр намагається попередити Циклопа про свою недавню зустріч із Сіністером, Фрост вдається непомітно проникнути в свідомість професора. Під час їхньої зустрічі Фрост змушує Ксав'єра заново пережити кожну зі своїх помилок і морально неоднозначних рішень, прийнятих під альтруїстичними приводами. Також з'ясовується, що хоча Фрост так само сердита на Ксав'єра, як і Циклоп, вона також хоче допомогти йому жити далі. Фрост вказує професору новий напрямок, змушуючи його знову пережити смерть Мойри Мактаггерт і нагадуючи йому про її останні слова.

### Таємне вторгнення
У сюжетній лінії 2008 року «Таємне вторгнення» видно, як під час вторгнення в Сан-Франциско Фрост бореться зі скруллами. Там скрулли встановлюють «стіну», що блокує телепатію, по всій земній кулі. Емма спрямовує телепатію «зозулі» на себе за допомогою Церебри, намагаючись знайти джерело пси-блокади, але залишається в комі. «Зозулі» кажуть Циклопу, що Емма мертва, не знаючи, що телепатичний розум Емми продовжує боротьбу з командою екстрасенсів скруллів. Встановлюючи низку пасток через неправильне наведення, Еммі вдається звільнитися та вимкнути псі-блокаду. Після поразки скруллів її представляють як членкиню таємної кабали, що складається з неї, Нормана Осборна, Доктора Дума, Локі, Намора та Гуда, які маніпулюють подіями на свою користь.

### Темне правління
У сюжетній лінії 2008—2009 років «Темне правління» Фрост, прокинувшись від бачення про вартового, отримує запрошення приєднатися до «Кабали Осборна». Під час зустрічі з'ясовується, що її та принца Намора пов'язує романтична історія. Коли вона була Білою Королевою, Себастьян Шоу відправив Фрост переконати Намора приєднатися до Клубу Пекельного полум'я. Натомість Намор забрав її до свого королівства, і у них почалися стосунки. Вважаючи, що Фрост зрадила його заради Намора, Шоу відправив до Атлантиди перепрограмованого вартового, який напав на них обох і знищив королівство. Коли Намор звинуватив Шоу у зраді, Сейдж телепатично захопив Фрост, стерши її спогади про Намора, який поклявся помститися Шоу. У теперішньому Фрост виявляє, що після своєї першої битви з Фенікс вона знову зібрала докупи свої спогади про Намора. Вона укладає з ним угоду, спокушаючи Шоу і використовуючи свою телепатію, щоб змусити Намора повірити, що вона стратила його, в той же час таємно телепатично виводячи Шоу з ладу. За угодою, Намор присягається захищати мутантів як свій власний народ, а Фрост, більш рішуче налаштована виконати свою роль лідерки мутантів, зв'язується зі Скоттом, щоб Шоу був схоплений Людьми Ікс за «злочини проти мутантського роду». Підійшовши до нього пізніше в камері, Фрост розповідає, що вона захопила Шоу для Намора і на підставі того, що вартові, яких він замовив, були тими, кого Кассандра згодом використала для знищення Геноша. За допомогою телепатії вона наказує йому не пам'ятати нічого, окрім облич жертв Геноша.

#### Сестринство мутантів
Червона Королева разом зі своїм чарівним сестринством мутантів атакує Людей Ікс з кінцевою метою знайти труп Джин. Леді-Натхненниця влаштовує засідку на Фрост, знищуючи її розум сумішшю магічної та психічної полови. Фрост має видіння, яке говорить їй підготуватися до майбутніх подій, пов'язаних із Силою Фенікса, і зрештою звільняється. Вона перемагає сестер-натхненниць, а пізніше з Людьми Ікс атакує решту членів Сестринства на їхній базі.

#### Темні Люди Ікс
Фрост призначили очолити нову команду Осборна «Темних Людей Ікс». Кожного учасника відбирає Норман, але з власних міркувань Фрост долучила до команди Намор. Команда дебютує перед суспільством як офіційні «Люди Ікс», зберігаючи високе схвалення публіки завдяки ретельній медіа-стратегії Осборна. Вони витісняють оригінальних Людей Ікс, зображуючи їх як небезпечне ополчення. Тим часом Фрост дізнається, що Осборн співпрацює з Темним Звіром, катуючи затриманих мутантів і вводячи їхні сили в машину, яка надає сили Зброї Омезі. Циклоп відправляє команду «X-Force» на стратегічну евакуацію в'язнів-мутантів, що призводить до запланованої конфронтації з Темними Людьми Ікс. Коли команди готуються до протистояння, Фрост відкриває свою роль подвійного агента, перемагаючи Темних Людей Ікс за допомогою Неймора. Вона запрошує Плаща і Кинджал приєднатися до справжніх Людей Ікс, які телепортуються на щойно створену острівну базу Утопія. Дізнавшись про це, Норман наказує Темним Месникам і Темним Людям Ікс вирушити за Фрост, Неймором і Скоттом. Під час фінальної битви Фрост відволікає богоподібного вартового, відокремлюючи образ Порожнечі від образу Боба Рейнольдса. Це дозволяє вартовому відновити контроль і втекти з битви, однак Фрост не може стримати Порожнечу, і вона женеться за вартовим, хоча її шматочок залишається в її тілі. Фрост змушена залишатися у формі діаманта, щоб уламок Порожнечі не використав її психічні здібності омега-рівня. Зрештою, вони вирішили видобути Порожнечу. За допомогою Професора Ікс вони з'єднали розум Циклопа з розумом Фрост. Однак Порожнеча натомість заволоділа його тілом, щоб Скотт міг утримувати її у невідворотній в'язниці у своїй свідомості.

### Некроша
Фрост, Шоу і Дональд Пірс стали мішенню Селени за те, що багато років тому зрадили її в плані піднестися до божества. Крім того, Селена також розлючена через те, що Фрост використовувала прізвисько Чорна Королева, коли вона керувала Темними Людьми Ікс. Вона воскрешає геліонів і посилає їх атакувати та дражнити Фрост. Їх появи достатньо, щоб залишити Фрост у жахливому стані шоку та провини. Коли найближче оточення Селени з'являється на острові Утопія, Фрост впізнає Блінка та не дає Росомахі вбити Вітера. Однак після цього найближчому оточенню Селен вдалося захопити Верпаз, поранити Ангела та безжально вбити Онікс і Даймонд Ліл, перш ніж повернутися до Некроші. Фрост усвідомлює, що загроза не припиниться, доки Селена та її найближче оточення не будуть назавжди зупинені, і наказує команді «X-Force» відправитися до Некроші та вбити їх усіх, включаючи Вітера.

### Друге пришестя
Під час подій сюжетної лінії «Друге пришестя» 2010 року Фрост виступає моральною підтримкою Скотта, а також основним засобом зв'язку між Скоттом і його Альфа-списком Людей Ікс. Коли Роуг дізнається, що вона має емпатичний зв'язок із Гоуп, вона звертається до Фроста по допомогу, Фрост виявляє, що цей зв'язок не є телепатичним. Як і всі інші телепати з Людей Ікс, Фрост відчуває на собі вплив психічної реакції, коли Бастіон вимикає Церебру та повідомляє Скотту, що Аріель загинула під час ракетного удару. Фрост бере участь у битві на мосту «Золоті Ворота» та стривожено спостерігає, як Гоуп ви демонструє енергетичний слід Сили Фенікса.
Після завершення битви студенти розпалюють багаття, щоб спробувати розслабитися. Коли Фрост стоїть поряд у своєму діамантовому стані, вона бачить, як Сила Фенікс проявляється навколо Гоуп, спонукаючи її згадати, що Фенікс сказала їй «готуватися». В жаху вона біжить за Скоттом, щоб розповісти йому про те, що бачила і що згадала. Знайшовши його в Церебрі, Скотт розповідає їй, що по всьому світу п'ять нових мутантів проявили свої сили.

### Месники проти Людей Ікс
У сюжетній лінії 2012 року серії коміксів «Месники проти Людей Ікс» Фрост є одним із п'яти Людей Ікс, захоплених силою Фенікс після того, як її зламала Залізна Людина. Під його впливом вона знаходить і вбиває чоловіка, який десять років тому скоїв наїзд на мутанта. Також вона розповідає Циклопу, що у неї був психічний роман із Намором. Під час фінальної битви проти Месників і Людей Ікс її частину Фенікс насильно захоплює Циклоп. Фрост потрапляє під варту до Месників і виживає після замаху на неї з боку членів організації «Чистильники».

### Абсолютно нові Люди Ікс
Циклоп і Магнето рятують Фрост із в'язниці, але з'ясовується, що час, коли вона була Фенікс, у кращому випадку зробила її телепатію непостійною. Незважаючи на своє обурення останніми діями Циклопа, вона погоджується піти з ним, щоб відновити його місію із захисту мутантів. Фрост таємно тренувалася і відновила повний контроль над своєю телепатією. Вона продовжувала виконувати обов'язки наставника «степфордських зозуль» і Джин Грей у використанні їхніх повноважень.

### Новий, зовсім інший Marvel
Після Таємних війн і відновлення Землі-616 перед Вторгненням, Емма Фрост входить до невеликої команди Людей Ікс, які контактують з туманами Террігену на острові М'юїр, де на території об'єкту вони знаходять мертвого Джеймі Мадрокса. Виявивши, що хмара туману Терріген токсична для мутантів, Скотт і Емма розробляють план, як знищити одну з хмар Террігену, що належить нелюдам. І хоча їм вдається стримати нелюдів достатньо довго, щоб нейтралізувати зелену хмару, Циклопа, очевидно, вбиває Чорний Вольт з метою самозахисту. Однак на похоронах Скотта помітили, як Гавок здалеку говорить Еммі, що щось не має сенсу, що призводить до того, що Емма розповідає Алексу Саммерсу про деякі нерозкриті деталі. Чорний Вольт не вбивав Циклопа, фактично, він так і не вибрався з об'єкта на острові Мур, оскільки на нього миттєво відреагували тумани Террігена. Відтоді Емма проєктувала його ілюзію на всіх інших, щоб від імені Скотта оголосити війну нелюдам.

### Нелюди проти Людей Ікс
Протягом наступних восьми місяців після смерті Циклопа Емма починає тренуватися і покращувати свій час перетворення на діамантову форму. Здається, вона також травмована смертю Скотта і почала вірити у власну брехню про те, що Чорний Вольт був тим, хто насправді його вбив. Емма не гає часу і починає готуватися до війни з нелюдами, укладаючи альянси з різними командами Людей Ікс, останньою з яких стала команда Шторм «Ікс-Гейвен». Вона оголошує війну нелюдям, коли Звір повідомляє, що хмара Терригена незабаром насититься і зробить землю абсолютно непридатною для проживання мутантів, вважаючи, що у них немає часу на переговори. Коли Медуза дізнається правду про те, чому Люди Ікс пішли війною проти Нелюдів, вона охоче знищує хмару і припиняє можливість майбутніх проявів Нелюдів, щоб мутанти могли вижити.
Після того, як молодший Циклоп, переміщений у часі, він виявляє, що Емма інсценувала смерть його майбутнього «я», Емма наполягає на тому, що вона зробила те, що зробив би Циклоп, якби міг, і згодом тікає з поля бою за допомогою Гавока, використовуючи перепрограмованих вартових, щоб знищити нелюдів з Еннілуксу. Пізніше її показують на секретній базі, де вона одягає шолом, який є комбінацією шолома Циклопа і Магнето, готуючись до свого наступного кроку, оскільки тепер її розшукують і вона переховується як від нелюдів, так і від Людей Ікс за свої дії після смерті Циклопа.

### Таємна імперія
Під час сюжетної лінії «Таємної імперії» Емма виявилася справжньою лідеркою нації мутантів у Нью-Тіані, десь у Каліфорнії, після захоплення Сполучених Штатів Гідрою. Вона використовує Ксорна як свого маріонеткового правителя та контролює його за допомогою своєї телепатії. Спогад показав, що Фрост забрала фрагмент Космічного куба у непритомного Шан-Чі. Коли переміщені в часі оригінальні Люди Ікс повстають проти уряду Нового Тіану, Емма змушує Ксорна відправити за ними групу мутантів, яким вдається захопити більшу частину команди, за винятком Джина і Джиммі Гадсона. Потім вона розмовляє з молодшим циклопом у його камері і телепатично його катує. Виявляється, що Емма таємно працювала проти Гідри. Вона, Звір і Себастьян очолюють набіги на трон лідера Верховної Гідри Стіва Роджерса, доки Арнім Зола не наділить лідера з промитими мізками силою Космічного куба, і він легко перемагає їх усіх.

### Стати Чорним королем
Пізніше Емма звернулася до Людини-криги з проханням допомогти врятувати її брата Крістіана від їхнього жорстокого батька, однак, коли вони прибули до маєтку Фрост, то побачили, що з Крістіаном все гаразд. Насправді він виглядає здоровим і щасливим. Емма не полишає своїх підозр, які зрештою підтверджуються, коли вона знаходить мертве тіло свого батька. Виявляється, що Крістіан теж мутант, до здібностей якого, окрім телепатії та телекінезу, входить здатність здійснювати астральні проекції. Так, вбивши власного батька, Крістіан створив його астральну проекцію, яка потрапляє на битву з Людиною-кригою. Після цього Емма обіцяє витратити необхідний час на зцілення зламаної психіки Крістіана, взявши на себе роль глави компанії «Фрост Інтернешнл».
Після нападу Магнето Емма вмовляє Людей Ікс знищити членів Внутрішнього кола клубу «Пекельний вогонь», а сама вирушає на пошуки Себастьяна, людини, яка зробила її Білою Королевою багато років тому. Хоча Шоу все ще несприйнятливий до її телепатії, Емма попросила спільника підмішати йому в напій паралізуючий агент, що дозволило їй перемогти його. Емма бере на себе роль Чорного Короля Клубу Пекельного полум'я, вдягаючи нове темне вбрання і пояснюючи в листі до Людей Ікс, що має намір по-своєму виправити зруйнований світ мутантів, взявши контроль над Клубом Пекельного полум'я під свій контроль.

### Нація Кракоа
Після заснування нації мутантів Кракоа в Будинку X і Силах X Емма знову стає Білою Королевою, тепер у Торговій Компанії Пекельного полум'я. Клуб «Пекельний вогонь» перейменували в торгову компанію «Пекельний вогонь», яка відповідає за легальний експорт чудодійних ліків, вироблених на Кракоа. Як Біла Королева, Емма займає місце в Тихій раді, правлячому органі Кракоа. Крім того, вона створила мародерів, команду під керівництвом Кейт Прайд, відповідальну за боротьбу з чорним ринком чудодійних ліків.

## Повноваження та здібності
Емма Фрост володіє телепатичними здібностями високого рівня і здатна перетворюватися на органічний діамант.Емма Фрост була носійкою Сили Фенікса.

### Телепатія
Емма Фрост класифікується як «телепатка класу Омега». Вона здатна на псионічні подвиги, включаючи телепатичні стандарти: передачу і прийом думок, контроль свідомості, зміну сприйняття і спогадів, психічний захист, астральну проекцію, перемикання свідомості, модифікацію мозкових енграм, психічну седацію, психічний параліч, індукцію психічного болю, проекцію псионічних силових блискавок або вибухових хвиль, а також псионічну блискавку. Вона також здатна збільшувати або активувати здібності мутанта через доступ до неврологічних шляхів його мозку та може спілкуватися на великих відстанях без сторонньої допомоги. Вважається, що її здібності не поступаються здібностям самого Чарльза Ксав'єра. Її також називають «псі вищого рівня», вона була внесена до п'ятірки найвправніших телепатів на планеті, продемонструвала здатність зупинити Вихід і подолати телепатів, які класифікуються як потенційно здатні виробляти необмежену псіонічну енергію (таких як Нейт Ґрей, Кід Омега та Рейчел Саммерс) завдяки більшому досвіду і майстерності.

### Діамантова форма
Емма Фрост проявляє вторинну мутацію, яка дає їй можливість перетворити своє тіло (що сталося під час знищення Дженоші) на діамант. Вона напівпрозора, зберігає рухливість, будучи майже невразливою, і здатна витримувати неймовірну вагу. Її діамантове тіло практично невтомне, оскільки вона не виробляє токсинів втоми і не потребує води чи їжі. У такому вигляді вона також недоступна для емоцій, болю та співпереживання, несприйнятлива до холоду і стійка до спеки. Крім того, в такому вигляді їй не потрібно дихати. Її діамантова форма також надає їй надлюдської сили. Було показано, що вона перемогла Варпаз і одним ударом змусила Леді-натхненника пролетіти крізь стіну.
Емма Фрост не може отримати доступ до своїх психічних здібностей через придушення непохитним блиском її діамантової форми. Однак вона також отримує повний телепатичний імунітет у формі діаманту. Також стверджується, що її діамантова форма випромінює ультрафіолетове світло низького рівня, змушуючи його світитися в темряві.
Проте, її діамантова форма має єдиний молекулярний недолік, який, якщо його використати — наприклад, постріл діамантовою кулею — може призвести до роздроблення її тіла.

### Телекінетичний потенціал
Іноді натякали, що Фрост також є прихованою телекінетикинею. Зміщена психіка Джин Ґрей змогла використати мозок Фрост, щоб створити телекінетичне силове поле та полетіти. Під час «Саги про натиск» під час поганого сну Фрост мимоволі підняла у повітря кілька кухонних предметів. Коли мутант Синч «синхронізував» здібності Фрост, він зміг використати їх, щоб левітувати кілька об'єктів і людей у кімнаті. Тоді це явище називають телекінезом і приписують псі-силам Фрост.

### Вроджені здібності та досвід
Емма Фрост має обдарований інтелект та вищу освіту в різних галузях, зокрема ступінь бакалавра наук в галузі освіти зі спеціалізацією в діловому адмініструванні, отриману в знаменитому Університеті Емпайр Стейт у Всесвіті Марвел. Видатна бізнес-леді, Емма Фрост протягом багатьох років була засновницею та генеральною директоркою «Фрост Ентерпрайзис», великого транснаціонального конгломерату зі штаб-квартирою в Нью-Йорку, який конкурував зі «Старк Ентерпрайзес» та «Вортінгтон Індастріз» і спеціалізувався на судноплавстві, аерокосмічній інженерії та дослідженнях і розробках у сфері нових технологій.
Вона також є дуже здібною планувальницею, експерткою з електроніки та може винаходити машини, які надають різноманітні псіонічні здібності, такі як «Мультівак», локатор мутантів, здатний стежити за псіонічними рівнями мутантів; «Галюцинатор», який використовувався для виклику гіпнотичних галюцинацій для промивання мізків іншим; пристрій, схожий на пістолет, який дозволяв їй обмінюватися розумом і силою зі Штормом; і механізм «Нагадувач», який дозволив її Натхненнику когорти Пекельного полум'я проектувати свої ілюзії безпосередньо в розум Фенікс.
Емма Фрост добре розбирається в таких медичних дисциплінах, як неврологія, біохімія, патофізіологія та генетика. Це дозволило їй вилікувати Поларіс від низки інфекційних захворювань і вивчити фізіологію мозку Людини-криги. Крім того, було показано, що Фрост запускає власну хімію мозку, щоб протистояти нейротоксину.

### Ресурси та анонімність

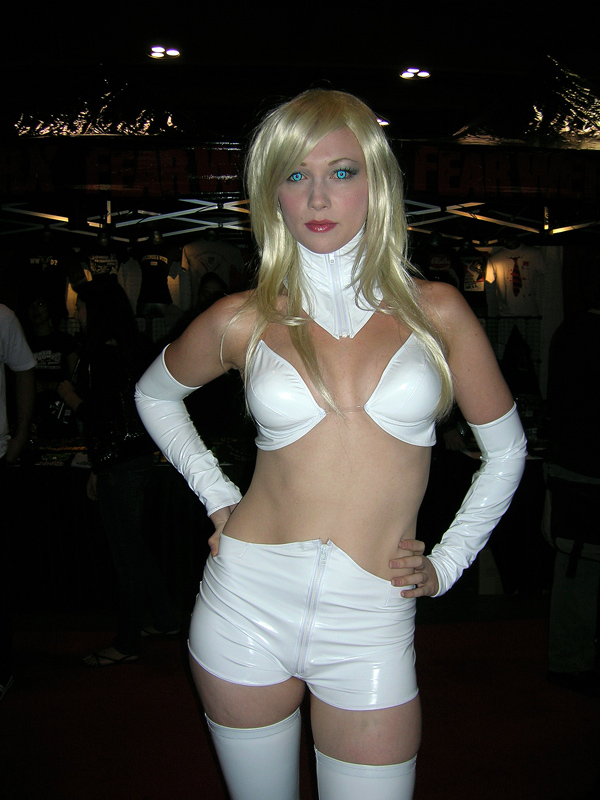
Косплей Емми Фрост

Емма Фрост володіє величезним багатством як власниця кількох багатомільярдних конгломератів; «Фрост Інтернешнл», «Фрост Ентерпрайзес» та «Меридіан Ентерпрайзес». Крім того, вона також інвестувала в нафтові компанії, «Старк Індастріс», «Ванданські авіалінії», гамма-дослідження Бена Нішмури, патент Ріда Річардса на нестабільні молекули та проєкт гелікоптера Cummings Aeronautics. Крім того, будучи генеральною директоркою «Фрост Інтернешнл», Емма Фрост має доступ до різноманітних технологій, розроблених нею або шляхом придбання таких корпорацій, як «ЛаНейдж Індастріз», яка спеціалізується на міжвимірних подорожах і зброї.
Її багатство та юридичні ресурси (Brooke & Webster esq plc) забезпечують їй певну анонімність у цифровому середовищі. Було показано, що це поширюється на бази даних, що належать Месникам і вартовому Бастіону. Крім того, було введено кілька судових заборон, щоб запобігти будь-яким обговоренням або згадкам про Фрост або її псевдонім «Біла Королева» в будь-яких публічних мережах.
Будучи членом п'ятірки Фенікса, Емма Фрост в один момент телепатично просканувала кожну надлюдську та людську свідомість на планеті, шукаючи найтемнішу таємницю та інформацію.

### Одяг та атрибутика
Емма Фрост вважає свій відвертий одяг бойовою бронею, яка може дати їй психологічну перевагу проти будь-якого суперника чи суперниці. Вона вважає взуття на високих підборах життєво важливим для свого одягу і продемонструвала рівновагу та вміння користуватися ним у рукопашному бою. Емма Фрост може підтримувати ретельний баланс між своєю чутливістю до моди та перебуванням на полі бою, оскільки одного разу це завадило їй пересуватися по гірській місцевості.

## Культурний вплив і спадок

### Критична оцінка

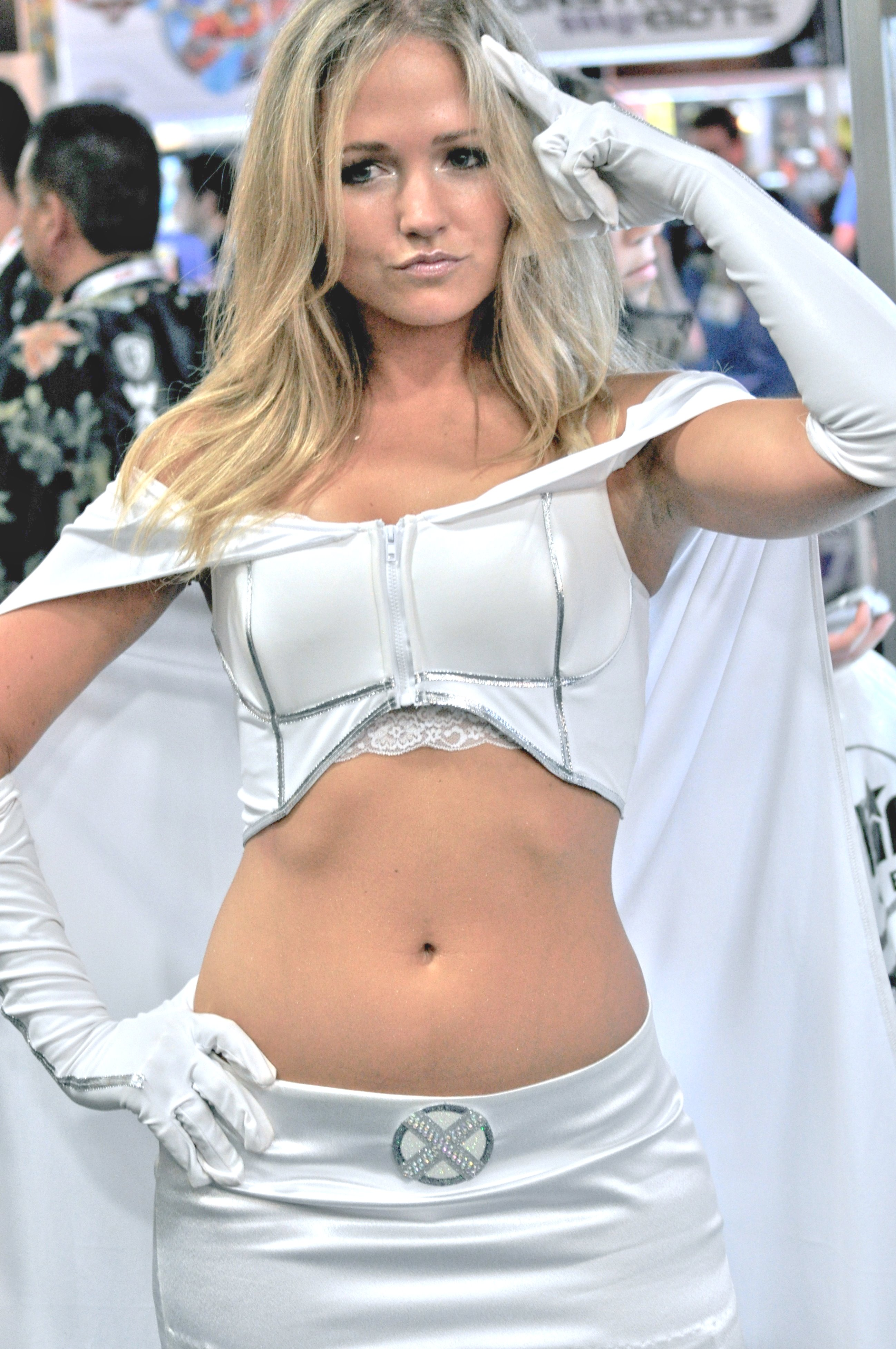
Косплей Емми Фрост

Сара Сенчурі з SyFy заявила: «Зрештою, велика частина сексуальної привабливості Емми базується на її прямолінійності, здатності йти на компроміс у неможливих ситуаціях і глибокому розумінні того, як досягти згоди і встановити межі зі своїми партнерами. Її здатність ставити себе на місце коханців і задовольняти їхні потреби свідчить про глибокий альтруїзм. Хоча Скотт, здається, єдиний чоловік, якого вона по-справжньому кохала, з усіма своїми партнерами вона заклала основу для взаємовигідних стосунків. Емма Фрост — красива, розумна жінка, яка допомогла очолити Людей Ікс з безжальним розумом справжньої бізнес-леді, але саме її приховане співчуття визначає більшу частину її сексуальності. Цей дивовижний потенціал відкритого, безладного кохання, що змінює життя, є однією з причин, чому вона продовжує зачаровувати читачів донині».
Емілі Стахельчик із Screen Rant назвала Емму Фрост «найкращою антигероінею у пантеоні коміксів Marvel», написавши: «Вона завжди дбала про себе і ретельно маніпулювала навколишнім середовищем на свою користь. Ця здатність переходити на інший бік і є причиною того, що вона є найкращою антигероїнею Marvel. Дедпул, хоч і хороший антигерой, але не найкращий, тому що його поведінка менш підозріла, ніж у Емми Фрост. Її переплутана історія лиходійства та героїзму не лише тримає фанатів у здогадках, але й уособлює той баланс, до якого прагнуть персонажі-антигерої. Дедпул, хоч і вражає, але не має макіавеллівського статусу антигероя Емми Фрост. Ніколи не можна гарантувати, що вона вибере бути героєм у моральній дилемі, особливо якщо врахувати, що Дедпулу не завжди бракує традиційних героїчних атрибутів, коли справа доходить до кінця. Загалом, подорож Емми Фрост з Людьми Ікс та її падіння в лиходійство зміцнює уявлення про те, що означає бути антигероєм Marvel».
Чейз Магнетт з ComicBook.com назвав Емму Фрост одним із «найцікавіших персонажів Marvel і людиною, яка має віддану читацьку аудиторію», сказавши: «Навіть якщо не брати до уваги велику історію Емми Фрост та її вражаючі здібності, вона все одно залишається персонажкою Marvel, яка відчайдушно потребує сольної серії. Це тому, що вона є одним з найскладніших і найцікавіших персонажів видавництва на сьогоднішній день. Навіть у перші дні її лиходійської кар'єри члена Клубу Пекельного полум'я та лідерки геліонів, її мотиви були набагато складнішими, ніж світове панування. Вона з тих, хто зрозумів багатогранність влади і її важливість для визначення свого місця у світі. Кожна її дія, навіть помилкова, випливає зі споріднених страхів і занепокоєнь, а також із серця, яке є набагато більшим, ніж здавалося на перших порах. Емма Фрост завжди була героїнею, яка прагнула справити вплив, і вона робила це протягом останніх 30 років існування коміксів про Людей Ікс. Незалежно від того, яку роль вона відігравала в різних конфігураціях цієї команди, вона завжди була достатньо сильною, щоб підштовхувати їх у нових і дивовижних напрямках».
Ендрю Вілер з ComicsAlliance написав: «Жіночі питання та питання ЛГБТ тісно пов'язані між собою, тому що обидва ці напрямки протистоять поняттю гетеросексуальної чоловічої вищості в країнах Центральної та Східної Європи. Жінки кидають виклик конформізму, саме тому жіночі герої та ікони, як правило, важливіші за героїв-чоловіків у всіх куточках ЛГБТ-спільноти. Люди Ікс — одні з найкращих героїнь коміксів. Такі персонажі, як Шторм, Емма Фрост, Роуг, Кітті Прайд і Містик, часто руйнують старомодні уявлення про секс і гендер завдяки своїй силі, незалежності, лідерству і самовладанню».
Челсі Стайнер із «Мері Сью» стверджувала: «Емма Фрост є такою переконливою персонажкою завдяки своїй складності та унікальним жіночим якостям. Вона не дбає про свою привабливість і володіє силами, що виходять за межі її мутацій. Фрост дуже розумна, дотепна, винахідлива і дуже багата. Вона — Брюс Вейн з телепатичними здібностями. Вона — Джеймс Бонд з діамантовою шкірою. І на відміну від багатьох жінок-мутанток, вона не соромиться і не боїться своїх здібностей. Вона — самовладна і впевнена в собі лідерка. Зрештою, небагато мутантів відчували б себе так само комфортно на чолі клубу „Пекельне полум'я“, як це роблять Люди Ікс. Фрост також контролює свою сексуальність, демонструючи секс-позитивність ще до того, як цей термін увійшов до лексикону. Вона мала романтичні стосунки з Циклопом, Тоні Старком і Намором, і це лише деякі з них. Ця характеристика є природним продовженням впевненості Фрост та її сильного почуття власної гідності. Вона знає, хто вона є, і не буде за це вибачатися. Її багата історія персонажів і набір навичок показують, що вона могла б знятися в незліченній кількості різних фільмів. Вона могла б зіграти головну роль у ретро-шпигунському фільмі в стилі „Атомної блондинки“. Вона могла б зіграти у фільмі про жорстоку помсту, заснованому на наслідках аварії на „Геноші“. Чорт забирай, я б навіть подивився на неї в суперсильному перезапуску „Прем'єри міс Джин Броуді“ з нею та „степфордськими зозулями“ в головних ролях. З Еммою Фрост, персонажкою, яка заслуговує на власну франшизу, можна багато чого дослідити».
Дейрдре Кей із Scary Mommy назвала Емму Фрост «зразком для наслідування» та «справді героїчною» жіночою персонажкою.
Клер Нап'єр з WomenWriteAboutComics сказала: «Емма Фрост чудова тим, що ніхто — ані фанат, ані творець, ані керівництво Marvel — ніколи не скаже: „Ні, ви помиляєтесь, вважаючи, що ця персонажка була створена з еротичним підтекстом“. Вона не є ідеальною конструкцією, але вона є певним полегшенням. Принаймні, нарешті ми можемо про це говорити. Можливо, саме тому Ґрант Моррісон поставив її на чільне місце у своїх „Нових Людях Ікс“. У коміксах про супергероїв — а він любить нагадувати нам, що це про м'язистих чоловіків і пишногрудих жінок у спандексі та латексі, які пробивають одне одного крізь стіни — Емма Фрост постає рупором тих, хто сидить на задньому ряду і шепоче: „Чи не занадто це все грубо? Де ж сексуальні моменти?“ А ось і вони! Вони на Еммі. Вона наш еротичний цап-відбувайло».
Джон Вітів з Comic Book Resources назвав Емму Фрост «культовою» персонажкою.
Джессі Шедін з IGN включив Емму Фрост до свого списку «Femme Fatales» від Marvel, тоді як Гіларі Голдштейн і Річард Джордж поставили її на 21 місце у своєму списку «25 найкращих Людей Ікс». Comics Buyer's Guide поставив Емму Фрост на 5 місце у своєму списку «100 найсексуальніших жінок у коміксах». Ентоні Орландо з Digital Trends поставив Емму Фрост на 5 місце у своєму списку «10 наймогутніших лиходіїв та лиходійок Людей Ікс». Меттью Перпетуа з BuzzFeed поставив Емму Фрост на 9-е місце у своєму списку «95 учасників Людей Ікс, ранжованих від гіршого до найкращого». Джессіка Деніелс із Looper поставила Емму Фрост на 10 місце у своєму списку «15 найпопулярніших жінок-супергероїнь Marvel за силою». Джордж Марстон з Newsarama поставив Емму Фрост на 11 місце у своєму списку «Найкращі учасники та учасниці Людей Ікс усіх часів», сказавши: «Як і багато найкращих Людей Ікс, Емма Фрост починала як лиходійка». Джо-Енн Роуні з Daily Mirror поставила Емму Фрост на 12-е місце у своєму списку «Найкращі жінки-супергероїні всіх часів», написавши: «Поступіться місцем цій культовій жінці, яка є не лише складною крижаною королевою і головною героїнею коміксів про Людей Ікс, але й просто відвертою лиходійкою. Її вбрання завжди перевершує всі очікування і робить заяву, але це все — частина її іміджу. Можливо, вона знялася менш ніж у половині фільмів про Людей Ікс (як вам не соромно, хлопці), але вона повсюдно тримає прапор жінок-супергероїв». Сара Прадо з Game Rant поставила Емму Фрост на 12 місце у своєму списку «Marvel: 14 найкращих лиходіїв та лиходійок, які стали героями та героїнями». Даррен Френич з Entertainment Weekly поставив Емму Фрост на 16-е місце в своєму списку «Давайте оцінимо всіх Людей Ікс за всю історію», назвавши її «жорстокою красунею, яка час від часу стала героїчною жорстокою красунею».
Screen Rant включив Емму Фрост до свого списку «Люди Ікс: 10 найкращих лиходіїв та лиходійок», у список «10 наймогутніших людей Ікс» і поставив її на 1-е місце у своєму списку «10 найкращих персонажів та персонажок коміксів Marvel, які від лиходіїв стали друзями», на 5-те у своєму списку «10 найкращих телепатичних мутантів та мутанток», на 8-е у своєму списку. Список «10 найкращих персонажів Людей Ікс, створених Крісом Клермонтом».
Comic Book Resources поставив Емму Фрост на 1-е місце у своєму списку «10 найпривабливіших лиходіїв та лиходійок Marvel», на 1-е місце у своєму списку «10 наймодніших героїв та героїнь Marvel», на 1-е місце у своєму списку «Усі темні люди Ікс», на 1-ше місце у своєму списку «Люди Ікс: 5 найсмертоносніших членів клубу Пекельного полум'я» (і 5 найслабших)", 1-е місце в списку «10 людей Ікс, які заслуговують на власний комікс у 2023 році», 2-е місце в списку «10 найкращих маніпуляторів та маніпуляторок у коміксах Marvel», 2-е місце в списку «10 найстильніших персонажів коміксів Marvel», 4-е місце в «10 найпривабливіших персонажів Marvel», 5-е місце в списку «10 найсильніших наставників Marvel», 6-е місце в списку «10 найжахливіших Людей Ікс», 7-ме місце в списку «10 найкращих коміксів Marvel від Гранта Моррісона», 8-ме місце в списку «10 найкращих нових мутантів-лиходіїв».

### Подяки
У 2006 році нагорода Spike Scream Awards номінувала Емму Фрост на найкращу стійку на стійці.

## Літературний прийом

### Випуски

#### «Емма Фрост»— 2003 рік
За даними Diamond Comic Distributors, «Емма Фрост» № 1 була 26-м найбільш продаваним коміксом у липні 2003 року.

#### «Люди Ікс: Початок: Емма Фрост»— 2010
Згідно з даними Diamond Comic Distributors, «Люди Ікс: Початок: Емма Фрост» № 1 була 101-ю найбільш продаваною книгою коміксів у травні 2010 року.

#### «Люди Ікс: Чорні: Емма Фрост»— 2018
За даними Diamond Comic Distributors, X"Люди Ікс: Чорні: Емма Фрост" № 1 був 23-м найбільш продаваним коміксом у жовтні 2018 року. «Люди Ікс: Чорні: Емма Фрост» № 1 стала 226-ю найбільш продаваною книгою коміксів 2018 року.
Метт Люн з Comic Book Resources виявив, що «Люди Ікс: Чорні: Емма Фрост» № 1 «повертає Емму Фрост у центр уваги та підвищує її рівень влади вище, ніж будь-коли», стверджуючи: «Від Геноші до Скотта Саммерса Емма Фрост багато чого втратила, але найбільше вона втратила, мабуть, саму себе. Тут, у цьому випуску, вона знову знаходить себе, і таким чином шанувальники знову відкрили для себе оновлену та заряджену енергією версію улюбленої героїні Людей Ікс. Важко не зіпсувати кінцівку цього випуску, але рішення Емми щодо її нового титулу настільки актуальне для 2018 року, що не кричить на вас, але все ще є таким провокаційним, таким захоплюючим і таким дуже Еммою Фрост». Джеймі Ловетт з ComicBook.com дав «Люди Ікс: Чорні: Емма Фрост» № 1 оцінку 4 з 5, написавши: «З усіх випусків „Люди Ікс: Чорні“, цей випуск про Емму Фрост робить найбільше для розвитку своєї головної героїні в новому і цікавому напрямку. Це чималий подвиг, враховуючи моральну безвихідь, в якій опинилася Емма через незаслужений поворот на бік лиходія ще під час IvX. Інші письменники поспішили спробувати її виправити, але, можливо, занадто поспішно, враховуючи, наскільки різкими і мерзенними були її вчинки. На щастя, Лія Вільямс, схоже, має цілковите і повне розуміння особистості та цінностей Емми і точно знає, в який бік має вказувати її моральний компас. Замість того, щоб намагатися спокутувати Емму або звести її до простої лиходійки, Вільямс змушує Емму йти власним шляхом, використовуючи свої дари в розумний і тонкий спосіб, щоб позиціонувати себе головним гравцем у світі мутантів. У цій історії до неї приєднався Кріс Бачало, один з найкращих художників Людей Ікс усіх часів і народів. Незважаючи на те, що фірмове відчуття дизайну та неортодоксальні техніки кадрування Бачало залишилися незмінними, йому допомагає невелика армія художників та колористів. В результаті, це не найяскравіша на вигляд робота Бачало, і в ній є деякі невідповідності, але це все одно зоряні на вигляд комікси. Неможливо переоцінити, наскільки важливим є цей випуск для всіх, хто має симпатію до Емми, та й для всіх інших він також буде приємним».

#### «Величезні Люди Ікс: Джин Грей і Емма Фрост»— 2020
За даними Diamond Comic Distributors, «Величезні Люди Ікс: Джин Грей і Емма Фрост» № 1 був 5-м найбільш продаваним коміксом у лютому 2020 року. «Величезні Люди Ікс: Джин Грей і Емма Фрост» № 1 був 26-м найбільш продаваним коміксом 2020 року.
Майк Фугере з Comic Book Resources назвав «Величезні Люди Ікс: Джин Грей і Емма Фрост» № 1 «ще одним таємничим, прекрасним розділом про світанок епохи X», написавши: «„Величезні Люди Ікс: Джин Грей і Емма Фрост“ № 1 — очевидна данина поваги до культового випуску „Нових Людей Ікс“ Гранта Моррісона та Френка Квіліті, але його тон набагато менш психоделічний і набагато більш ефірний. У свідомості Шторма панує відчуття спокою, незважаючи на жахливе одкровення, яке він дізнається наприкінці випуску. Те, як різні емоційні аватари у свідомості нашого мутанта рівня Омега взаємодіють з Жаном та Еммою, є, мабуть, найбільш переконливою частиною цього випуску з точки зору розповіді. Він чудово передає емоції, які не завжди відкрито виражаються між персонажами з конфліктуючими ідеологіями, з гумором і чудовим почуттям вигадливості». Метью Агілар з ComicBook.com зазначив: «Ця історія — радість від початку до кінця, але вона також тонко натякає на більші наслідки не лише для Шторма, але й для всіх інших мутантів на планеті. Макрорівневі ідеї щодо душі, воскресіння мутантів та стану розуму досліджуються в той чи інший спосіб — і все це пов'язано з неминучою небезпекою, що загрожує одному з найбільш культових персонажів Людей Ікс, і це створює дуже переконливий мікс. Якщо ви шукаєте розважальну пригоду між двома вашими улюбленими Людьми Ікс, вдумливу та насичену екшеном подорож крізь свідомість або ще один крок уперед в еволюції Людей Ікс, ви знайдете все це в „Люди Ікс: Джин Ґрей та Емма Фрост“ № 1. Це одне з найприголомшливіших одномоментних видань на сьогоднішньому ринку. Коротше кажучи, не пропустіть цей випуск, ви не пошкодуєте».

## Інші версії

### Епоха Апокаліпсису
Альтернативна версія Емми Фрост з'являється в сюжетній лінії «Епохи Апокаліпсису». Вона ніколи не приєднувалася до Клубу пекельного полум'я і є членом Вищої ради людей. Щоб вступити до лав ради їй видалили частини мозку, які надавали їй телепатію.
Згодом Дум виявив, що лоботомія лише тимчасово позбавила Емму її здібностей, і це було лише питанням часу, коли Емма знову відновить свою телепатію. Коли її сили повернулися, вона приєдналася до правління Зброї Омеги і відтоді її називали королевою Латверії.

### Епоха Альтрона
Альтернативна версія Емми Фрост з'являється в коміксі «Епоха Альтрона». Вона одна з небагатьох людей із надздібностями, які ховаються в тунелях під Центральним парком. Вона оплакує смерть Циклопа та допомагає Залізній Людині досліджувати Людину-павука та Соколине Око на нанотехнології, які могли бути таємно впроваджені Альтроном, і присутня, коли команда складає план, щоб одну людину захопити, щоб знайти Альтрона всередині.
Разом з рештою героїв вона вирушає до Дикого краю, прикрита полем невидимості Невидимки та туманом Шторму. Прибувши в Нью-Йорк, вона сканує свідомість Люка Кейджа, повідомляючи іншим, що він пережив ядерний вибух і що Альтрон використовує Віжн як канал, щоб контролювати світ з майбутнього. Вона також натякає, що її сили ще не відновилися і не повністю відновилися після злиття з Феніксом, але значно покращилися. Коли Росомаха і Невидимка відправляються в минуле і вбивають Генка Піма, поточна реальність знищується й замінюється альтернативною.

### Епоха Х
Альтернативна версія Емми Фрост з'являється в реальності «Епохи Х». Вона показана як ув'язнена у Фортеці Ікс, оскільки її телепатичні здібності не дозволили змінити її спогади.

### Дивовижна Людина-павук: Поновити клятву
Альтернативна версія Емми Фрост з'являється в коміксі «Дивовижна Людина-павук: Поновити клятву». Вона з'являється як член Братства Мутантів. Магнето привів її для операції Церебро під час нападу Братства Мутантів на Маєток Ікс. Емма Фрост і решта Братства мутантів були переможені сім'єю Людини-павука та Людей Ікс, де їх ув'язнили на Плоті.

### Дні минулого майбутнього
Альтернативна версія Емми Фрост з'являється в сюжетній лінії «Дні минулого майбутнього». Вона була колишньою Білою Королевою клубу «Пекельне полум'я», але відступила на технологічну базу біля узбережжя Індії після того, як більшість популяції мутантів було знищено. Вона продала свої телепатичні здібності лідерам мутантів, і врешті-решт до неї звернулися Ювілейний і Магнето, щоб врятувати Росомаху, якому Червона королева клубу «Пекельне полум'я», Псилок, стерла свідомість. Емма змогла відновити розум Логана і приєдналася до Магнето та Ювіляра, щоб перемогти Псилок та плани Клубу Пекельного полум'я щодо світового панування. Вони продовжували діяти з бази Емми разом з іншими членами під назвою «Люди Ікс», поки Емма намагалася реабілітувати Псилока і повернути його на бік добра.

### Земля-889
Альтернативна версія Емми Фрост з'являється в сюжеті «Земля-889». В епоху стімпанку Еммелін Фрост очолює «Спільноту Ікс», яке складається з неї, Скотта, Звіра та Логана. Спільнота Ікс проголошене як товариство шукачів пригод і закликано поліцією Нового Альбіону (застаріла назва Каліфорнії) для допомоги та розслідування різних подій. Емма постійно відмовляється від пропозицій Скотта побратися, посилаючись на класові відмінності та бажання уникнути «нудного скандалу». Під час розслідування паралельних подій, що відбуваються у сюжеті «Люди Ікс: Земля-616», Спільнота Ікс переслідує Суб'єкта Ікс, який спричиняє катастрофу «Гінденбурга», а також звинувачує Спільноту Ікс у загибелі його пасажирів. У відповідь уряд саджає членів Спільноти Ікс під домашній арешт, що змушує Емму подумати про переїзд до Європи і прийняти пропозицію Скотта про одруження. Пізніше вона знову з'являється в приголомшливій історії про Людей Ікс «Екзальтована». Вона — одна з багатьох мутантів, захоплених у різних всесвітах оманливою версією Чарльза Ксав'єра, відомого як Спаситель. Мутантів використовують як живі батарейки, щоб утримати Землю Спасителя від розпаду, який врешті-решт їх вбиває. З'ясовується, що Еммелін прийняла пропозицію руки і серця Скотта «Скотті» Саммера у своєму рідному вимірі, але всі члени Ікс-суспільства були захоплені Спасителем. Скотті загинув в енергетичній машині, а Еммелін шкодує, що ніколи не казала Скотту, як сильно вона його кохає. Вона та решта Людей Ікс з альтернативної реальності тікають з машини і приєднуються до захопленого Циклопа зі Всесвіту-616, щоб зупинити Спасителя. Вони відправляють Циклопа назад у його рідний всесвіт і вирішують знайти спосіб відремонтувати Землю тепер, коли енергетична машина Спасителя знищена. Сформувавши нову команду, Еммелін та інші переміщені в інші виміри Люди Ікс стали частиною фільму 2012 року «Люди Ікс: Надзвичайні Люди Ікс», написаного Грегом Паком.

### Вигнанці
Альтернативна версія Емми Фрост з'являється у реальності, яку відвідують Вигнанці. Техноорганічний вірус Чаклуна та вірус Спадщини взаємодіяли таким чином, що 75 % населення перетворилися на техноорганічних істот, відомих як вай-локи, включаючи людей та супер-істот. Герої, що залишилися, об'єдналися, щоб боротися з вай-локами і знайти ліки. Емма, пересуваючись в інвалідному візку, слугувала головним засобом зв'язку для героїв, використовуючи свою телепатію, оскільки всі інші форми комунікації були під контролем Вай-замків.

### Будинок М
Альтернативна версія Емми Фрост з'являється в сюжетній лінії «Будинок М». Багряна відьма змінює реальність на таку, де мутанти є домінуючим видом, яким керує Будинок М, Емма Фрост — дитяча терапевтка (один із її клієнтів — Франклін Річардс, який отримав травму після того, як його сім'я загинула в аварії космічного корабля) і одружена з пілотом Скоттом Саммерсом. Пізніше її шукає Росомаха, а про справжню реальність нагадує Лейла Міллер. Разом з іншими «пробудженими» героями вона веде протистояння проти Будинку М у спробі відновити реальність. Лише ті герої, захищені магією Доктора Стренджа та телепатією Емми, пам'ятали події Будинку М після відновлення реальності.

### Пригоди Марвел
Альтернативна версія Емми Фрост з'являється у сюжеті «Пригоди Людини-павука». Вона є найкращою подругою мутантки Софії Сандувал, також відомої як Чат, і здебільшого використовує свої сили для особистої вигоди. Вона також одна з небагатьох, хто знає, що Пітер Паркер — Людина-павук, і цікавиться ним. Вона використовує свої телепатичні здібності і ненадовго бере собі псевдонім «Глушителька», щоб побачити, на що здатен Пітер. Після цього Чат починає зустрічатися з Пітером. Після того, як Чат дізнається про плани Емми, вона звертається по допомогу до Людини-павука, що призводить до конфронтації між ним та Еммою. Зрештою, Емма зізнається у своїй закоханості в Пітера, яка почалася після того, як вона вперше зазирнула в його свідомість і зрозуміла його щирі героїчні переконання і мотиви. Вона також розповідає, що спричинила все це, намагаючись розлучити його з Чат, відчуваючи, що не може ні зустрічатися з Пітером, поки він з Чат, ні проводити час з Чат, як раніше. Розлучивши їх, Емма сподівалася, що зможе принаймні повернути дружбу Чат. Вона мириться з Чат, яка вірить у її добрі наміри, і дозволяє себе заарештувати, а Пітер і Чат йдуть на побачення.

### Марвел Нуар
Альтернативна версія Емми Фрост з'являється у всесвіті Марвел Нуар. Вона — наглядачка в'язниці Геноша-Бей, заснованої в 1930-х роках, де без суду і слідства утримують найнебезпечніших соціопатів світу. Як натяк на ризиковану природу мейнстрімових Білої Королеви та Клубу Пекельного полум'я, ця версія Емми має фетиш неволі, насолоджуючись тим, що її зв'язали під час втечі з в'язниці, і кажучи своєму викрадачеві «тугіше, будь ласка».

### Нові вигнанці
У «Нових вигнанцях» з'являється альтернативна версія Емми Фрост. Вона очолює британський Департамент Ікс і є засновницею «Force-X». У цій реальності Емма Фрост також пересувається на інвалідному візку.

### Старий Логан
Альтернативна версія Емми Фрост з'являється на Землі-807128/ «Старий Логан». Щоб забезпечити виживання свого роду, вона бере шлюб із доктором Думом. Разом із Доктором Думом вони керують сектором колишніх Сполучених Штатів Америки під назвою Лігво Дума, єдине місце на Землі, де мутанти можуть жити, не боячись переслідувань. Вона посилає свого коханця Чорну Стрілу врятувати Логана та Соколине Ока від одержимого Веномом Тиранозавра Дикої Землі. Щоб виглядати молодою Емма використовує свою телепатію.
У сюжетній лінії «Таємних війн», де ця реальність була перетворена на домен «Світ битв» у Пустках, старий Логан згодом натрапив на вмираючу Емму Фрост.

### Таємні війни
Альтернативна версія Емми Фрост під назвою «Бос Фрост» з'являється як екстрасенс-офіцер правоохоронних органів у регіоні Мондо-Сіті у «Світі битв».

### Безсилі
Альтернативна версія Емми Фрост з'являється у сюжеті «Безсилі» — світі без надздібностей і супергероїв. Вона з'являється як одна з пацієнток Вільяма Воттса. Вона згадує про проблеми з матір'ю, а також про те, що засмучена тим, що Скотт обрав Джин, а не її.

### Прелюдія до Корпусу Дедпула
Альтернативна версія Емми Фрост з'являється в серії «Прелюдія до корпусу Дедпула». Дедпул відвідує світ, де Емма Фрост керує притулком для дівчаток, де є дитячі версії Джин Грей і Роуга. Тут її романтично переслідує професор цього світу Ксав'є, який керує притулком для проблемних дітей. Під час танців, організованих двома сирітськими будинками, Ксав'єр намагається, але не може завоювати прихильність Емми.

### Руїни
У «Руїнах» з'являється альтернативна версія Емми Фрост. Вона є верховною жрицею/керівницею Церкви Наступного Покоління, де вона легально всиновлює дітей своїх послідовників і змушує їх пройти операцію, щоб розблокувати їхні «екстрасенсорні здібності».

### Ultimate Marvel
Альтернативна версія Емми Фрост з'являється в «Ultimate Universe». Вона є колишньою ученицею та дівчиною професора Чарльза Ксав'єра, який керує Академією завтрашнього дня та таємно входить до Клубу Пекельного полум'я, який намагається відокремити Фенікса від Джин. Ця версія Емми Фрост є пацифісткою, здатною розвинути діамантову шкіру, не володіє телепатією і до недавнього часу одягалася набагато консервативніше, ніж її мейнстрім-колега. Однак, як члена Клубу Пекельного полум'я, її бачили в традиційному вбранні Білої Королеви.
В «Ультиматумі» Магнето вбиває її разом з іншими членами Академії майбутнього, окрім Хавока. Було помічено кілька чоловіків, які з докором сумління тримали її труп.

### Що якщо? Дивовижні Люди Ікс
Альтернативна версія Емми Фрост з'являється у сюжеті 2010 року «Що, якщо?» Дивовижному односерійному коміксі про Людей Ікс «Що, якщо б Орд воскресив Джин Ґрей замість Колоса?». Воскресіння Джин Ґрей викликає тертя з Еммою, яка вважає, що її присутність та історія з Фенікс забезпечить загибель Людей Ікс. Обидві жінки дізнаються, що «Світ розриву» передбачив, що Фенікс знищить їхню планету. Ввівши в оману психічний залишок Кассандри Нової, Емма витягує приховані залишки сили Фенікс з решти «степфордських зозуль», вбиває їх і наділяє себе силою Фенікс, щоб звільнити Кассандру з в'язниці, і їй більше не потрібна Тіньова Кішка. Емма вбиває Орда, руйнує Світ зламу і протистоїть Людям Ікс, вбиваючи Звіра. Емма виявляє свій страх, що, тепер, коли вона повернулася, Джин продовжить забирати у неї все, включно зі Скоттом. За неї вступається спецназ і має намір вбити Емму за знищення Світу розриву. Джин розуміє, що насправді Емму контролює Кассандра Нова. Скотту вдається достукатися до Емми своєю любов'ю, і вона отримує достатній контроль, щоб дати Людям Ікс шанс вбити її і зупинити Кассандру. Тіньова Кішка витягує серце Емми, але також гине, коли Сила Фенікс вибухає з тіла Емми.

### X-Кампус
Альтернативна версія Емми Фрост з'являється в серіалі «Університет Ікс». Вона є підлітком і дівчиною Себастьяна Шоу. Вона є однією зі студенток Вортінгтонської академії, школи для мутантів.

### Молоді Люди Ікс «Кінець світу»
Альтернативна версія Емми Фрост з'являється в антиутопічному майбутньому, зображеному в останніх двох випусках «Людей Ікс». Постаріла Емма Фрост (тепер під кодовою назвою «Діамантове серце») — одна з чотирьох мутантів, що залишилися на «Ксав'єрі», колишньому мутантському притулку, незалежній державі та утопії. Вона залишається в команді Людей Ікс разом з Греймалкіним, Росомахою, Анолом та недієздатним і сильно постарілим Інком, на якого вона часто сподівається, що він заговорить. Несподівано з'являється Даст, яка сильно змінилася у своїй зовнішності та образі зі зміненими здібностями, і починає протистояти і легко вбивати кожного з членів команди. Емма намагається боротися з нею, але швидко задихається у вихорі Пилу.

## В інших медіа

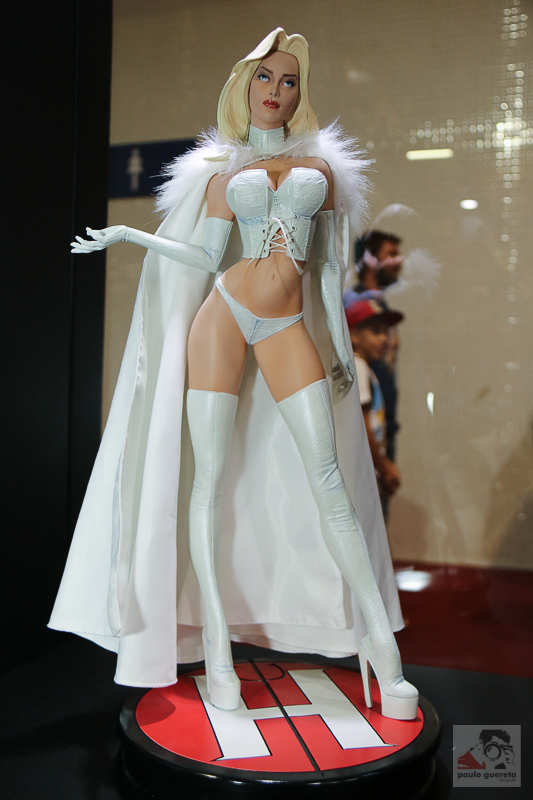
Фігура Емми Фрост на Бразильській ігровій виставці 2015 року

### Телебачення (мультфільми)
- Емма Фрост / Біла Королева з'являється в «Людях Ікс: Прайд Людей Ікс», озвучена Сьюзен Сайло.[263][264][265] Ця версія Емми є членом Братства терористів-мутантів. Вона володіє здатністю літати та створювати «психоболти», також відомі як «списи псіонічної енергії» або «психічні гарпуни».
- Емма Фрост / Біла Королева з'являється в «Людях Ікс: Мультсеріал», озвучена Синтією Дейл.[263] Ця версія є членом Внутрішнього кола, який володіє машиною Церебро-еквівалент, яка покращує її здібності, дозволяючи їй блокувати психічні зонди. Допомагаючи Клубу Внутрішнього Кола змусити приєднатися до них Джин Ґрей, з'являється Сила Фенікс, що призводить до втечі Фрост.
  - Емма Фрост з'являється в «Людях Ікс '97»[266], озвучена Мартою Меріон.[263] До цього часу вона переїхала до Геноші та приєдналася до її молодого уряду. Під час атаки Сентинела проявляється її алмазна мутація, яка допомагає їй вижити, поки її не врятують Люди Ікс.
- Емма Фрост з'являється в «Поколінні Х», яку грає Фінола Г'юз.[267][268] Ця версія є директоркою школи Ксав'єра для обдарованої молоді, який володіє незначним ступенем телекінезу.
- Емма Фрост з'являється в «Росомасі та Людях Ікс», озвучена Карі Волгрен.[263][269] Ця версія є членом Внутрішнього кола, який працює під прикриттям у Людях Ікс, щоб знайти Джин Ґрей і витягнути Сили Фенікс, вірячи, що це врятує людство. Дізнавшись, що Внутрішнє Коло хоче використати Силу Фенікс для власної вигоди, Фрост жертвує собою, щоб випустити її в космос.
- Емма Фрост з'являється в «Марвел Аніме: Люди Ікс», озвучена Каорі Ямагатою в японській версії та Алі Гілліс в англійському дубляжі.[263][270] Ця версія — колишній член Внутрішнього Кола, яка покинула його з моральних міркувань і для того, щоб виховувати дітей-мутантів. Крім того, вона демонструє теплу, добру і розуміючу особистість на додаток до своїх традиційних рис характеру, які в першу чергу проявляються, коли вона знаходиться поруч з Бронею. Після того, як Генерал підставив її у смерті Джин Ґрей, Фрост допомагає Людям Ікс у зриві планів Генерала.

### Фільми
- Спочатку Емма Фрост мала з'явитися в третьому фільмі режисера Брайана Сінгера «Люди Ікс». На її роль було запрошено Сігурні Вівер. Після того, як Сінгер покинув проєкт, Фрост не був перенесена в останній фільм «Люди Ікс: Остання битва».[271][272]
- Емма Фрост послужила натхненням для персонажки в «Людях Ікс: Початок: Росомаха», яку зіграла Тахіна Тоцці.[273] Вона є сестрою Кайли Сільверфокс, яка демонструє здатність трансформувати свою шкіру в діамантову форму. Хоча у трейлері до фільму героїня була представлена як Емма Фрост, у фінальній версії фільму вона згадується як «сестра Кайли/Емма».[274]
- Емма Фрост / Біла Королева з'являється в «Людях Ікс: Перший клас», яку грає Дженьюарі Джонс.[275] Ця версія є членом клубу «Пекельне полум'я» і супутницею лідера гурту Себастьяна Шоу. Після її представлення продюсер Лорен Шулер Доннер ідентифікувала її як «справжню» Емму Фрост, не пов'язану з однойменною персонажкою з «Людей Ікс: Початок: Росомаха».[276] Здійснюючи свій план зі створення нового світового порядку на основі мутантів, Клуб Пекельного Вогню вступає в конфлікт з Чарльзом Ксав'єром, Еріком Леншерром і майбутніми Людьми Ікс. Після смерті Шоу Фрост ув'язнена і пізніше звільнена Леншерром.
- «Люди Ікс: Дні минулого майбутнього» розкривають Емму Фрост як одну з кількох мутантів, яких Болівар Траск схопив, катував, експериментував із ними та вбив.[277]
- Спочатку Емма Фрост мала з'явитися у фільмі «Люди Ікс: Темний Фенікс», але її вирізали з фільму.[278]

### Відеоігри
- Емма Фрост / Біла Королева — босиня у The Uncanny X-Men.
- Емма Фрост / Біла Королева — босиня у X-Men: Madness in Murderworld.[279]
- Емма Фрост / Біла королева — босиня у X-Men.[280]
- Емма Фрост — ігрова персонажка X-Men Legends, озвучує Боббі Голідей.[263]
- Емма Фрост — неігрова персонажка у X-Men Legends II: Rise of Apocalypse, озвучує Боббі Голідей.[263]
- Емма Фрост — ігрова персонажка у Marvel Super Hero Squad Online, озвучує Грей ДеЛайл.[263]
- Емма Фрост — ігрова персонажка у X-Men: Destiny, озвучує Карі Волґрен.[263]
- Емма Фрост — ігрова персонажка, яка можна розблокувати у Marvel Avengers Alliance.[281] Крім того, її форма, уповноважена Силою Фенікса, з'являється як альтернативний скін.
- Емма Фрост — ігрова персонажка у Marvel Heroes,[282] озвучує Карі Волґрен.[263]
- Емма Фрост — ігрова персонажка у Lego Marvel Super Heroes,[283] озвучує Карі Волґрен.[263][284] Ця версія є сподвижником Людей Ікс.
- Емма Фрост — ігрова персонажка у Marvel Future Fight.[285][286]
- Емма Фрост — ігрова персонажка у Marvel Puzzle Quest.[287]
- Емма Фрост — ігрова персонажка у Marvel Contest of Champions.[288]
- Емма Фрост — ігрова персонажка у Marvel Super War.[289]
- Два різних варіанти Емми Фрост з'являються як ігрові персонажки Marvel Strike Force.[290][291] Один варіант заснований на її зовнішності як члена Клубу Пекельного полум'я, а інший — як члена Людей Ікс.[292]
- Емма Фрост / Біла королева з'являється у Marvel Snap.[293][294]
- Емма Фрост з'являється — босиня у Fortnite.[295]

### Товари
У 2007, 2013, 2019, 2020 та 2022 роках Емма Фрост отримувала фігурки в лінійці фігурок Marvel Legends від Hasbro.

### Різне
- Емма Фрост з'являється в кінокоміксі «Вражаючі Люди Ікс», який спочатку озвучує Еріка Шредер, а пізніше Лара Гілкріст.[263]
- Емма Фрост з'являється в кінокоміксі «Росомаха проти Саблезубого», озвучена Гізер Дорксен.[263]
- Емма Фрост, натхненна втіленням Старого Логана, з'являється в радіокоміксах «Marvel's Wastelanders: Old Man Star-Lord», озвучений Ванессою Вільямс.[300]

## Зібрані видання
| Назва                                 | Матеріал зібрано | Дата публікації    | ISBN           |
| ------------------------------------- | --- | ------------------ | -------------- |
| Емма Фрост: Остаточна колекція        | «Емма Фрост» № 1-18 | Травень 2011 року  | 978-0785155102 |
| Людей Ікс: Початок: Повна колекція    | «Люди Ікс: Початок. Емма Фрост» та «Люди Ікс: Початок. Колосс», Джин Грей, Звір, Росомаха, Шаблезубий, Гамбіт, Циклоп, Нічний Змій, Людина-крига та Дедпул. | Серпень 2018 року  | 978-1302912208 |
| Люди Ікс: Чорні                       | «Люди Ікс: Чорні: Емма Фрост» і «Люди Ікс: Чорні: Магнето», «Люди Ікс: Чорні: Містік», «Люди Ікс: Чорні: Джаггернаут», «Люди Ікс: Чорні: Моджо».            | Березень 2019 року | 978-1302915537 |
| Гігантські люди Ікс Джонатана Гікмана | «Гігантські Люди Ікс: Джин Грей та Емма Фрост» № 1 і «Гігантські Люди Ікс: Магнето» № 1, «Нічний Змій» № 1, «Фантомекс» № 1, «Шторм» № 1.                   | Січень 2021 року   | 978-1302925833 |